# أحمد الحمد
أحمد محمد أحمد الحمد (12 مايو 1967 - )؛ نائب سابق في مجلس الأمة الكويتي

## سيرته
أحمد الحمد حاصل على درجة البكالوريوس في الهندسة الكهربائية ـ عمل مُديرًا في وزارة الكهرباء والماء ويحمل عضوية جمعية المهندسين الكويتية، ترشح لأول مرة لانتخابات مجلس الأمة الكويتي مجلس 2013 وخسر الانتخابات، كما ترشح لانتخابات مجلس الأمة الكويتي عام 2016 وتنازل قبل إجراء الانتخابات ، كما ترشح لانتخابات مجلس الأمة الكويتي عام 2019 تكميلي وخسر الانتخابات أيضًا، بينما فاز في انتخابات مجلس الأمة الكويتي 2020 عن الدائرة الثانية وحصل على 2,195 صوت وجاء في المركز العاشر. شارك في انتخابات مجلس الأمة الكويتي 2022 عن الدائرة الثانية وحصل على المركز الثاني عشر برصيد 1,743 صوت وخسر الانتخابات.

## أبرز مواقفه في مجلس الأمة

### مجلس الأمة 2020
أصدر مركز اتجاهات للدراسات والبحوث تقريرًا حول أداء أحمد الحمد في مجلس الأمة 2020 ووصفت الأداء بأنهُ مؤيدًا لقرارات الحكومة، ولم يستخدم أداة الأستجواب، ولم يطرح الثقة في أي وزير.
| استجواب الوزير حمد جابر العلي (يناير 2022)              | غير موجود    |
| استجواب الوزير أحمد ناصر الصباح (فبراير 2022)           | ضد الاستجواب |
| استجواب الوزير علي حسين الموسى (مارس 2022)              | ضد الاستجواب |
| رفع الحصانة عن النائب شعيب المويزري في شكوى رئيس المجلس | موافق        |
| رفع الحصانة عن النائب محمد المطير                       | موافق        |
| رفع الحصانة عن النائب ثامر السويط                       | موافق        |
| رفع الحصانة عن النائب خالد مؤنس العتيبي                 | موافق        |